# Brachypterolus pulicarius
Brachypterolus pulicarius är en skalbaggsart som först beskrevs av Carl von Linné 1758.  Brachypterolus pulicarius ingår i släktet Brachypterolus och familjen kullerglansbaggar. Arten är reproducerande i Sverige. Inga underarter finns listade i Catalogue of Life.